# Pabandom iš naujo 2020
A 2020-as Pabandom iš naujo (magyarul: Próbáljuk meg újra!) egy litván zenei verseny volt, amelynek keretein belül a zsűri és a közönség kiválasztotta, hogy ki képviselje Litvániát a 2020-as Eurovíziós Dalfesztiválon. A 2020-as Pabandom iš naujo volt az első litván nemzeti döntő ezen a néven.
Az élő műsorsorozatban összesen harminchat előadó versenyzett az Eurovíziós Dalfesztiválra való kijutásért. A sorozat ezúttal csak hatfordulós volt; 2020. január 11-én, 18-án és 15-én a három válogatót, február 1-jén és 8-án két elődöntőt, február 15-én pedig a döntőt rendezték meg, az adások alatt a zsűri és a közönség együttesen döntött mindenről.

## Helyszín
A válogatókat és az elődöntőket Vilniusban, az LTR Televizija stúdiójában vették fel, míg ezúttal is Kaunas rendezi a verseny döntőjét, így másodjára fog otthont adni a Žalgirio Aréna a versenynek.
| Litvánia Vilnius Kaunas |

## Műsorvezetők
A verseny házigazdái Gabrielė Martirosian és Giedrius Masalskis lesznek, míg a green roomból a 2018-as nyertes, Ieva Zasimauskaitė fog közvetíteni. Ivea a 2018-as Eurovíziós Dalfesztiválon képviselte hazáját, ahol az elődöntőben kilencedik helyen végzett, míg a döntőben tizenkettedik helyen zárt.

## Résztvevők
A műsorba való jelentkezés 2019. szeptember 30-án kezdődött és egészen december 8-ig tartott. Összesen hatvan pályamű érkezett, amelyből a szakmai zsűrinek kellett kiválasztani a versenybe jutott dalokat. Az élő adásokba továbbjutott harminchat előadót 2020. január 3-án jelentették be.
| Előadó               | Dal                     | Nyelv  | Szerző(k)                                                                                     |
| -------------------- | ----------------------- | ------ | --------------------------------------------------------------------------------------------- |
| Abrokenleg           | Electric Boy            | angol  | Aistė Motiejūnaitė, Darjuš Loznikov, Edvard Ragoža, Adas Gecevičius                           |
| Aika                 | Paradas                 | litván | Jekaterina Fiodorova                                                                          |
| Aistay               | Dangus man tu           | litván | Aistė Tomkevičiūtė-Pajaujienė                                                                 |
| Aistė Pilvelytė      | Unbreakable             | angol  | Thomas G:son, Johnny Sanchez                                                                  |
| Alen Chicco          | Somewhere Out There     | angol  | Tomas Alenčikas, Faustas Venckus                                                              |
| Andy Vaic            | Why Why Why             | angol  | Andrius Vaicenavičius                                                                         |
| Antturi              | I Gotta Do              | angol  | Žeraldas Povilaitis, Marija Povilaitė                                                         |
| Baltos Varnos        | Namų dvasia             | litván | Milda Andrijauskaitė-Bakanauskienė, Teresė Andrijauskaitė                                     |
| Bernardas            | Dad, Don't Be Mad at Me | angol  | Bernardas Garbačauskas                                                                        |
| Donata Virbilaitė    | Made of Wax             | angol  | Christopher Wortley, Niko Westelinck, Hannah Brine, DWB                                       |
| Evgenya Redko        | Far                     | angol  | Asaf Yehuda, Evgenya Redko, Rolands Venckys                                                   |
| Gabrielius Vagelis   | Tave čia randu          | litván | Gabrielius Vagelis                                                                            |
| Germantas Skoris     | Chemistry               | angol  | Germanas Skoris                                                                               |
| Glossarium           | Game Over               | angol  | Saulius Šivickas, Tadas Kaminskas, Lukas Gubanovas, Aivaras Daniel, Aurimas Jazdauskas        |
| Indraya              | You and I               | angol  | Andrius Bernatonis, Joel Wayman                                                               |
| Justina Žukauskaitė  | Breathe In              | angol  | Samuel Bugia Garrido, Justina Žukauskaitė                                                     |
| Justinas Lapatinskas | High Way Story          | angol  | Justinas Stanislovaitis, Justinas Lapatinskas, Marius Matulevičius                            |
| KaYra                | Alligator               | angol  | Kristina Radžiukynaitė, Marius Leskauskas                                                     |
| Kristina Jure        | My Sound of Silence     | angol  | Aurimas Papečkys                                                                              |
| Lukas Bartaška       | Where Is That Change?   | angol  | Leonardas Pilkauskas, Lukas Bartaška                                                          |
| Lukas Norkūnas       | Atsiprašyk              | litván | Lukas Norkūnas                                                                                |
| Meandi               | DRIP                    | angol  | Saulius Šemiotas                                                                              |
| Monika Marija        | If I Leave              | angol  | Monika Marija Paulauskaitė, Marius Leskauskas                                                 |
| Moniqué              | Make Me Human           | angol  | Vytautas Bikus                                                                                |
| Nombeko Augustė      | Reikia man              | litván | Kasparas Barisas, Nombeko Augustė Khotseng                                                    |
| Petunija             | Show Ya                 | angol  | Agnė Šiaulytė, Kęstutis Vaitkevičius, Adas Gecevičius                                         |
| Rokas Povilius       | Vilnius Calling         | angol  | Rokas Povilius                                                                                |
| Ruslanas Kirilkinas  | Soldier's Heart         | angol  | Edgaras Lubys                                                                                 |
| Rūta Loop            | We Came from the Sun    | angol  | Rūta Žibaitytė, Kasparas Meginis, Edgaras Žaltauskas, Paulius Vaicekauskas                    |
| Soliaris             | Breath                  | angol  | Rolandas Venckys, Viktoras Olechnovičius, Algimantas Minalga, Ray Andre                       |
| The Backs            | Fully                   | angol  | Berta Timinskaitė, Artiomas Penkevičius, Algė Matekūnaitė, Eglė Gadeikytė, Silvija Pankūnaitė |
| THE ROOP             | On Fire                 | angol  | Vaidotas Valiukevičius, Robertas Baranauskas, Mantas Banišauskas                              |
| Twosome              | Playa                   | angol  | Justinas Stanislovaitis, Paulius Šinkūnas, Marius Matulevičius                                |
| Viktorija Miškūnaitė | The Ocean               | angol  | Jacob Jonia, Viktorija Miškūnaitė                                                             |
| Vitalijus Špokaitis  | Nemušk savęs            | litván | Dominykas Vaitiekūnas, Rolandas Venckys, Dovydas Kiauka                                       |
| Voldemars Petersons  | Wings of Freedom        | angol  | Voldemars Petersons                                                                           |

## Első válogató
Az első válogatót január 11-én tűzte műsorra az LTR Televizija tizenkettő előadó részvételével Vilniusban, az LTR stúdiójában. A műsort január 7-én vették fel, az előző évekhez hasonlóan, ebben az évadban is felvételről közvetítik a versenyt. A végeredményt a nézők és a zsűri szavazatai alakították ki, akik mindössze hat előadót juttattak tovább az elődöntőkbe. A zsűri tagjai Darius Užkuraitis, Gerūta Griniūtė, Giedrė Kilčiauskienė, Leon Somov és Vaidotas Stackevičius voltak.
| #  | Előadó               | Dal            | Zsűri      | Zsűri    | Közönség   | Közönség | Összesen | Eredmény |
| #  | Előadó               | Dal            | Szavazatok | Pontszám | Szavazatok | Pontszám | Összesen | Eredmény |
| -- | -------------------- | -------------- | ---------- | -------- | ---------- | -------- | -------- | -------- |
| 01 | Glossarium           | Game Over      | 18         | 4        | 218        | 2        | 6        | 8.       |
| 02 | Baltos Varnos        | Namų dvasia    | 46         | 10       | 592        | 10       | 20       | 2.       |
| 03 | Justinas Lapatinskas | High Way Story | 8          | 1        | 43         | 0        | 1        | 10.      |
| 04 | Aistay               | Dangus man tu  | 11         | 2        | 228        | 3        | 5        | 9.       |
| 05 | Petunija             | Show Ya        | 24         | 6        | 240        | 5        | 11       | 6.       |
| 06 | Lukas Norkūnas       | Atsiprašyk     | 1          | 0        | 83         | 0        | 0        | 12.      |
| 07 | Donata Virbilaitė    | Made of Wax    | 4          | 0        | 125        | 1        | 1        | 11.      |
| 08 | Andy Vaic            | Why Why Why    | 22         | 5        | 446        | 7        | 12       | 5.       |
| 09 | Aika                 | Paradas        | 18         | 4        | 237        | 4        | 8        | 7.       |
| 10 | Meandi               | DRIP           | 46         | 10       | 461        | 8        | 18       | 3.       |
| 11 | Monika Marija        | If I Leave     | 54         | 12       | 1006       | 12       | 24       | 1.       |
| 12 | Gabrielius Vagelis   | Tave čia randu | 38         | 7        | 394        | 6        | 13       | 4.       |

## Második válogató
A második válogatót január 18-án tűzte műsorra az LTR Televizija tizenkettő előadó részvételével Vilniusban, az LTR stúdiójában. A műsort január 14-én vették fel, az előző évekhez hasonlóan, ebben az évadban is felvételről közvetítik a versenyt. A végeredményt a nézők és a zsűri szavazatai alakították ki, akik mindössze hat előadót juttattak tovább az elődöntőkbe. A zsűri tagjai Aistė Smilgevičiūtė, Darius Užkuraitis, Geruta Griniūtė, Jievaras Jasinskis, Viktoras Diawara voltak.
| #  | Előadó               | Dal                  | Zsűri      | Zsűri    | Közönség   | Közönség | Összesen | Eredmény |
| #  | Előadó               | Dal                  | Szavazatok | Pontszám | Szavazatok | Pontszám | Összesen | Eredmény |
| -- | -------------------- | -------------------- | ---------- | -------- | ---------- | -------- | -------- | -------- |
| 01 | Rūta Loop            | We Came from the Sun | 45         | 10       | 523        | 7        | 17       | 3.       |
| 02 | Soliaris             | Breath               | 22         | 5        | 179        | 1        | 6        | 7.       |
| 03 | Kristina Jure        | My Sound of Silence  | 28         | 6        | 1071       | 12       | 18       | 2.       |
| 04 | Alen Chicco          | Somewhere Out There  | 39         | 8        | 522        | 6        | 14       | 5.       |
| 05 | Indraya              | You and I            | 3          | 0        | 264        | 2        | 2        | 12.      |
| 06 | Germantas Skoris     | Chemistry            | 18         | 4        | 428        | 4        | 8        | 6.       |
| 07 | Viktorija Miškūnaitė | The Ocean            | 34         | 7        | 670        | 8        | 15       | 4.       |
| 08 | Antturi              | I Gotta Do           | 11         | 1        | 266        | 3        | 4        | 9.       |
| 09 | Abrokenleg           | Electric Boy         | 14         | 3        | 142        | 0        | 3        | 10.      |
| 10 | Twosome              | Playa                | 4          | 0        | 517        | 5        | 5        | 8.       |
| 11 | Moniqué              | Make Me Human        | 60         | 12       | 851        | 10       | 22       | 1.       |
| 12 | Voldemars Petersons  | Wings of Freedom     | 12         | 2        | 155        | 0        | 2        | 11.      |

## Harmadik válogató
A harmadik válogatót január 25-én tűzte műsorra az LTR Televizija tizenkettő előadó részvételével Vilniusban, az LTR stúdiójában. A műsort január 21-én vették fel, az előző évekhez hasonlóan, ebben az évadban is felvételről közvetítik a versenyt. A végeredményt a nézők és a zsűri szavazatai alakították ki, akik mindössze hat előadót juttattak tovább az elődöntőkbe. A zsűri tagjai Ramūnas Zilnys, Jievaras Jasinskis, Leonas Somovas, Monika Linkytė, Vaidas Stackevičius voltak.
| #  | Előadó              | Dal                     | Zsűri      | Zsűri    | Közönség   | Közönség | Összesen | Eredmény |
| #  | Előadó              | Dal                     | Szavazatok | Pontszám | Szavazatok | Pontszám | Összesen | Eredmény |
| -- | ------------------- | ----------------------- | ---------- | -------- | ---------- | -------- | -------- | -------- |
| 01 | The Backs           | Fully                   | 12         | 2        | 757        | 7        | 9        | 6.       |
| 02 | Bernardas           | Dad, Don't Be Mad at Me | 2          | 0        | 703        | 6        | 6        | 9.       |
| 03 | Justina Žukauskaitė | Breathe In              | 10         | 1        | 239        | 1        | 2        | 11.      |
| 04 | Rokas Povilius      | Vilnius Calling         | 26         | 6        | 526        | 5        | 11       | 5.       |
| 05 | KaYra               | Alligator               | 33         | 7        | 1240       | 8        | 15       | 3.       |
| 06 | Lukas Bartaška      | Where Is That Change?   | 1          | 0        | 93         | 0        | 0        | 12.      |
| 07 | Evgenya Redko       | Far                     | 50         | 10       | 423        | 4        | 14       | 4.       |
| 08 | Ruslanas Kirilkinas | Soldier's Heart         | 17         | 4        | 383        | 3        | 7        | 8.       |
| 09 | Nombeko Augustė     | Reikia man              | 26         | 6        | 247        | 2        | 8        | 7.       |
| 10 | Vitalijus Špokaitis | Nemušk savęs            | 13         | 3        | 183        | 0        | 3        | 10.      |
| 11 | Aistė Pilvelytė     | Unbreakable             | 46         | 8        | 1692       | 10       | 18       | 2.       |
| 12 | THE ROOP            | On Fire                 | 54         | 12       | 2175       | 12       | 24       | 1.       |

## Első elődöntő
Az első elődöntőt február 1-jén tűzi műsorra az LTR Televizija kilenc előadó részvételével Vilniusban, az LTR stúdiójában. A műsort január 28-án vették fel, az előző évekhez hasonlóan, ebben az évadban is felvételről közvetítik a versenyt. A végeredményt a nézők és a zsűri szavazatai alakítják ki, akik mindössze négy előadót juttattak tovább az döntőbe. A zsűri tagjai Ramūnas Zilnys, Andrius Mamontovas, Monika Linkytė, Giedrė Kilčiauskienė és Vaidas Stackevičius voltak.
| #  | Előadó               | Dal                  | Zsűri      | Zsűri    | Közönség   | Közönség | Összesen | Eredmény |
| #  | Előadó               | Dal                  | Szavazatok | Pontszám | Szavazatok | Pontszám | Összesen | Eredmény |
| -- | -------------------- | -------------------- | ---------- | -------- | ---------- | -------- | -------- | -------- |
| 01 | KaYra                | Alligator            | 34         | 7        | 2080       | 8        | 15       | 3.       |
| 02 | Viktorija Miškūnaitė | The Ocean            | 11         | 2        | 862        | 3        | 5        | 9.       |
| 03 | Baltos Varnos        | Namų dvasia          | 32         | 6        | 1258       | 7        | 13       | 5.       |
| 04 | Rūta Loop            | We Came from the Sun | 35         | 8        | 1224       | 6        | 14       | 4.       |
| 05 | Gabrielius Vagelis   | Tave čia randu       | 24         | 4        | 576        | 2        | 6        | 8.       |
| 06 | THE ROOP             | On Fire              | 45         | 10       | 5192       | 12       | 22       | 2.       |
| 07 | Kristina Jure        | My Sound of Silence  | 19         | 3        | 963        | 4        | 7        | 7.       |
| 08 | Alen Chicco          | Somewhere Out There  | 29         | 5        | 1096       | 5        | 10       | 6.       |
| 09 | Aistė Pilvelytė      | Unbreakable          | 56         | 12       | 2521       | 10       | 22       | 1.       |

## Második elődöntő
A második elődöntőt február 8-án tűzte műsorra az LTR Televizija nyolc előadó részvételével Vilniusban, az LTR stúdiójában. A műsort február 4-én vették fel, az előző évekhez hasonlóan, ebben az évadban is felvételről közvetítik a versenyt. A végeredményt a nézők és a zsűri szavazatai alakították ki, akik mindössze négy előadót juttattak tovább az döntőbe. A zsűri tagjai Ramūnas Zilnys, Giedrė Kilčiauskienė, Jievaras Jasinskis, Leon Somov and Gerūta Griniūtė voltak.
| #  | Előadó          | Dal                       | Zsűri      | Zsűri    | Közönség   | Közönség | Összesen | Eredmény |
| #  | Előadó          | Dal                       | Szavazatok | Pontszám | Szavazatok | Pontszám | Összesen | Eredmény |
| -- | --------------- | ------------------------- | ---------- | -------- | ---------- | -------- | -------- | -------- |
| 01 | Meandi          | DRIP                      | 40         | 8        | 486        | 6        | 14       | 3.       |
| 02 | Petunija        | Show Ya                   | 23         | 4        | 195        | 3        | 7        | 7.       |
| 03 | Germanas Skoris | Chemistry (Breaking Free) | 33         | 7        | 339        | 5        | 12       | 5.       |
| 04 | Moniqué         | Make Me Human             | 54         | 10       | 2618       | 12       | 22       | 2.       |
| 05 | Rokas Povilius  | Vilnius Calling           | 26         | 5        | 588        | 7        | 12       | 6.       |
| 06 | Monika Marija   | If I Leave                | 56         | 12       | 1652       | 10       | 22       | 1.       |
| 07 | Andy Vaic       | Why Why Why               | 15         | 3        | 321        | 4        | 7        | 8.       |
| 08 | The Backs       | Fully                     | 28         | 6        | 606        | 8        | 14       | 4.       |

## Döntő
A döntőt február 15-én rendezi az LTR Televizija nyolc előadó részvételével Kaunasban, a Žalgirio Arénában. A műsort az elődöntőkhöz képest, ezúttal élőben közvetítik a versenyt. A végeredményt a nézők és a zsűri szavazatai alakítják ki, akik kiválasztják, ki képviselje Litvániát a 2020-as Eurovíziós Dalfesztiválon, Rotterdamban.
| # | Előadó          | Dal                  | Zsűri      | Zsűri    | Közönség   | Közönség | Összesen | Eredmény |
| # | Előadó          | Dal                  | Szavazatok | Pontszám | Szavazatok | Pontszám | Összesen | Eredmény |
| - | --------------- | -------------------- | ---------- | -------- | ---------- | -------- | -------- | -------- |
|   | Aistė Pilvelytė | Unbreakable          |            |          |            |          |          |          |
|   | KaYra           | Alligator            |            |          |            |          |          |          |
|   | Rūta Loop       | We Came from the Sun |            |          |            |          |          |          |
|   | Monika Marija   | If I Leave           |            |          |            |          |          |          |
|   | Moniqué         | Make Me Human        |            |          |            |          |          |          |
|   | Rūta Loop       | We Came from the Sun |            |          |            |          |          |          |
|   | The Backs       | Fully                |            |          |            |          |          |          |
|   | THE ROOP        | On Fire (nyertes)    |            |          |            |          |          |          |